# Symphonie no 3 de Robert Schumann
Pour les articles homonymes, voir Symphonie no 3.
Ne doit pas être confondu avec Symphonie no 3 de William Schuman.
Rhénane
La symphonie no 3 en mi bémol majeur, op. 97, dite Rhénane, a été composée par Robert Schumann en décembre 1850, et est contemporaine de son concerto pour violoncelle. 

## Historique
Poussé par Clara Schumann, Schumann commença à composer pour l'orchestre à partir de 1841 et acheva, entre autres, deux symphonies, mais laissa d'autres pièces inachevées. En 1850, il prit la direction de l'orchestre de Düsseldorf. Le titre « Rhénane » fait référence au Rhin qui coule dans cette ville. Sa carrière de chef d'orchestre ne fut par ailleurs guère marquante, et il sombra deux années plus tard dans la dépression.
C'est en fait chronologiquement sa dernière symphonie, la composition de la quatrième ayant débuté dès 1841.
La première eut lieu le 6 février 1851 sous la direction du compositeur à Düsseldorf.

## Structure
Sa structure est inhabituelle, comprenant 5 mouvements avec deux mouvements lents. Elle dure un peu plus d'une demi-heure. Le premier mouvement est vif et, contrairement aux autres symphonies du compositeur, n'a pas d'introduction lente. Le quatrième mouvement, un andante maestoso funèbre construit sur un seul thème solennel (confié à un choral de cuivres, les interventions des trois trombones sont d'un grand effet), a été inspiré par la cathédrale de Cologne.

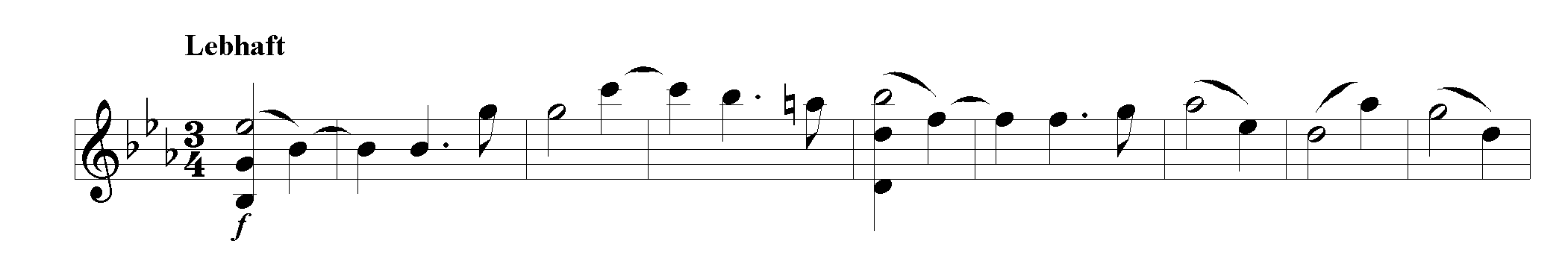
Incipit de la symphonie en mi bémol majeur, op. 97 (1850).

1. Allegro en mi bémol majeur
2. Scherzo en do majeur
3. Intermezzo en la bémol majeur
4. Andante en mi bémol mineur
5. Finale en mi bémol majeur

## Orchestration
| Instrumentation de la troisième symphonie                            |
| Cordes                                                               |
| premiers violons, seconds violons, altos, violoncelles, contrebasses |
| Bois                                                                 |
| 2 flûtes 2 hautbois 2 clarinettes, 2 bassons                         |
| Cuivres                                                              |
| 4 cors, 2 trompettes, 3 trombones                                    |
| Percussions                                                          |
| timbales                                                             |

## Discographie
- Wolfgang Sawallisch, Orchestre de la Staatskapelle de Dresde 1972 (EMI)[2]